# Oslí můstek
Oslí můstek (dříve též oslí most) je výraz, který se uplatňuje zejména v řečnictví. Označuje obratné, ale často krkolomné propojení dvou jinak nesouvisejících témat (např. ve filmu). Pojem se dříve používal také ve smyslu mnemotechnické pomůcky.

## Původ výrazu
Výraz byl převzat z francouzštiny (pont aux ânes), kde však znamená něco jiného: zdánlivý problém, který je ve skutečnosti východiskem. Metafora vznikla ve 14. století: osel stojící před klenutým kamenným můstkem stoupajícím oboustranně do středu nevidí na druhý břeh a má za překážku to, co je ve skutečnosti řešením.
Latinským termínem pons asinorum se označoval Euikleidův výrok, že úhly přiléhající k základně rovnoramenného trojúhelníka jsou totožné. Podle jiných zdrojů je tento výraz spojen s Pythagorovou větou o poměru délek stran pravoúhlého trojúhelníku – oslí můstek je považován za její žertovný název.
Dalším z falešných přátel je německé Eselsbrücke, které znamená mnemotechnickou pomůcku.